# Mila Beldarrain
Mila Beldarrain (Milagros Beldarrain Albaitero) (San Sebastián, 7 de enero de 1951) es una escritora española que ha trabajado fundamentalmente el género de la novela histórica.
Se licenció en Lengua y Literatura Románicas por la Universidad de Deusto. Desde 1979 ha sido profesora de Lengua y Literatura Españolas en un instituto de educación secundaria hasta su jubilación.
Tras sus primeros escritos premiados, Cuando hablaba con Buffalo Bill (cuento) y Memorias de la innacción (novela corta), se dio a conocer a mediados de los 90 con varias novelas históricas.
En 2007 obtiene el Premio Euskadi de Plata por la novela Domenja de Oñate.